# Hugh O'Flaherty
Msgr. Hugh O'Flaherty (Cahersiveen, County Kerry, 28 de febrero de 1898 — 30 de octubre de 1963) fue un sacerdote católico irlandés que salvó cerca de 4.000 soldados aliados y judíos en la Ciudad del Vaticano durante la Segunda Guerra Mundial. Se ganó el apodo de "Pimpinela del Vaticano" (en referencia a La Pimpinela Escarlata).

## Antes de la Segunda Guerra Mundial
Estudió teología en el seminario de Killarney. Fue enviado a Roma para terminar sus estudios en 1922 y fue ordenado sacerdote el 20 de diciembre de 1925. Permaneció trabajando para la Santa Sede.
O'Flaherty trabajó como diplomático de la Santa Sede en Egipto, Haití, República Dominicana y Checoslovaquia. En 1934 O'Flaherty recibió el título de Monseñor. Además de sus deberes como sacerdote, era un jugador amateur de golf llegando a ganar campeonatos no profesionales.

## Durante la Segunda Guerra Mundial
En los primeros años de la Segunda Guerra Mundial, O'Flaherty visitó los campos de prisioneros de guerra (PDG) en Italia tratando de buscar prisioneros que habían sido reportados como desaparecidos en acción. Si los encontraba con vida trataba de avisar a sus familias a través de la Radio Vaticano.
Cuando Italia cambió de bando en 1943, miles de PDG británicos fueron liberados. Algunos de ellos, mediante las visitas de O'Flaherty, lograron comunicarse con él en Roma y le pidieron ayuda. Otros fueron a la delegación irlandesa, la única de habla inglesa que quedaba en Roma. Delia Murphy, quien era la esposa del embajador y en sus tiempos una conocida cantante de baladas, fue una de las personas que ayudaron a O'Flaherty.
O'Flaherty no esperó permiso de sus superiores: consiguió la ayuda de otros sacerdotes, dos agentes que trabajaban para Francia libre e incluso comunistas y un conde suizo. Uno de sus aliados fue el coronel británico Sam Derry. También mantuvo contacto con Sir D'Arcy Osborne, embajador británico ante la Santa Sede. O'Flaherty y sus aliados lograron esconder a 4.000 soldados aliados y judíos en apartamentos, granjas y conventos. Uno de los escondites era un local al lado de una central de las SS. O'Flaherty y Derry coordinaban las operaciones de la organización. Además, O'Flaherty solía utilizar diferentes disfraces cuando salía fuera de la zona de restricción del Vaticano, delimitada por las autoridades nazis.

## Después de la Segunda Guerra Mundial
Tras la guerra O'Flaherty recibió varios premios, incluyendo el CBE y la "Medalla Presidencial por la Libertad" de Estados Unidos (U.S. Medal of Freedom) con la Palma Plateada (Silver Palm). Rehusó la pensión vitalicia que Italia le entregó. En 1960 sufrió un infarto durante una misa y se vio forzado a retornar a Irlanda. Se mudó a Cahersiveen para vivir con su hermana.
Hugh O'Flaherty fue sepultado en el cementerio "Daniel O'Connell Memorial Church" en Cahersiveen.

## Dramatización
O'Flaherty fue inmortalizado por la película para televisión de 1983 titulada The Scarlet and the Black, donde fue interpretado por Gregory Peck. En ella, además se relata la rivalidad que tuvo con el siniestro asesino Herbert Adolf Kappler, quien fue el jefe de la Gestapo y de los servicios de seguridad en Roma durante la Segunda Guerra Mundial, el cual fue interpretado magistralmente por el actor canadiense Christopher Plummer.